# Ermida de Nossa Senhora de Fátima (Fajã da Ribeira da Areia)

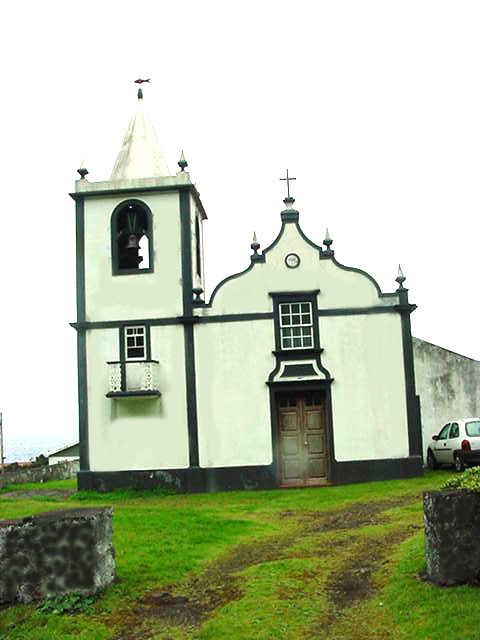
Ermida de Nossa Senhora de Fátima, Fajã da Ribeira da Areia, ilha de São Jorge.

A Ermida de Nossa Senhora de Fátima é uma ermida portuguesa localizada na Fajã da Ribeira da Areia, freguesia de Norte Grande, concelho de Velas, Ilha de São Jorge, arquipélago dos Açores.
A construção desta ermida data de 1946, sendo que a construção da torre sineira data de 1968.

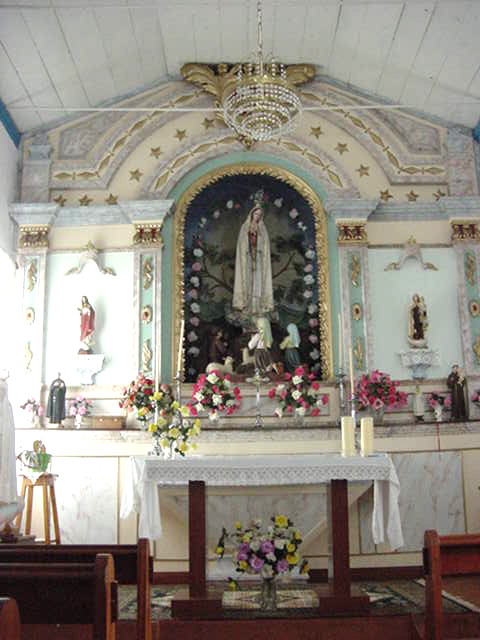
Interior da ermida de Nossa senhora de Fatima, Fajã da Ribeira da Areia.

Esta ermida escapou à destruição causada pelo terramoto de 1980 por muito pouco dado que com o tremer da terra uma parte da falésia à qual a fajã se encontra sobranceira desabou e o enorme deslizamento de terras passou a pouca distância desta ermida.